# Croton incertus
Espèce
Croton incertus est une espèce de plantes à fleurs du genre Croton et de la famille des Euphorbiaceae présente au Brésil (São Paulo).
Il a pour synonyme :
- Oxydectes incerta (Müll.Arg.) Kuntze